# Mossegada del diable

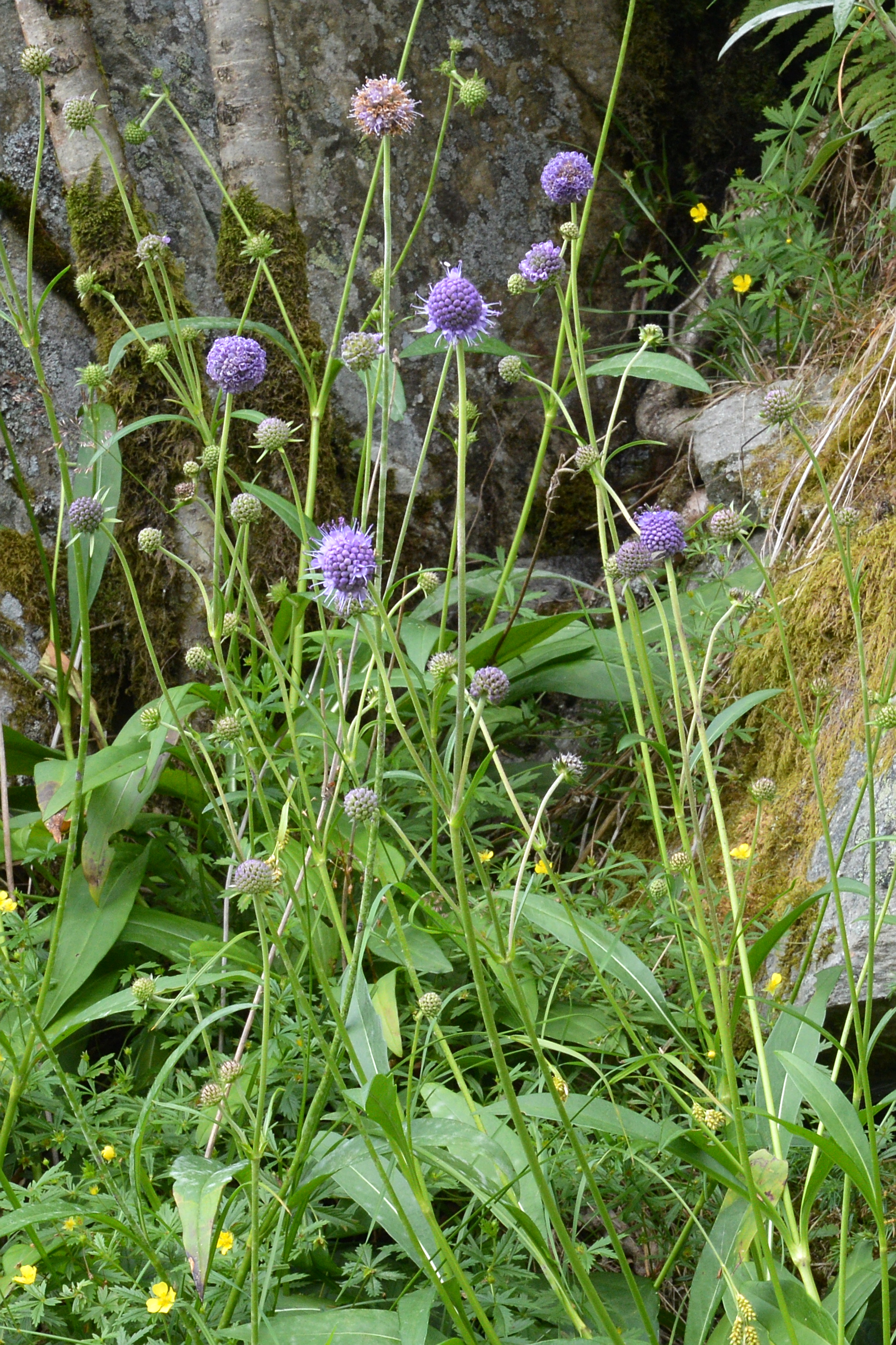
Vista general de les plantes

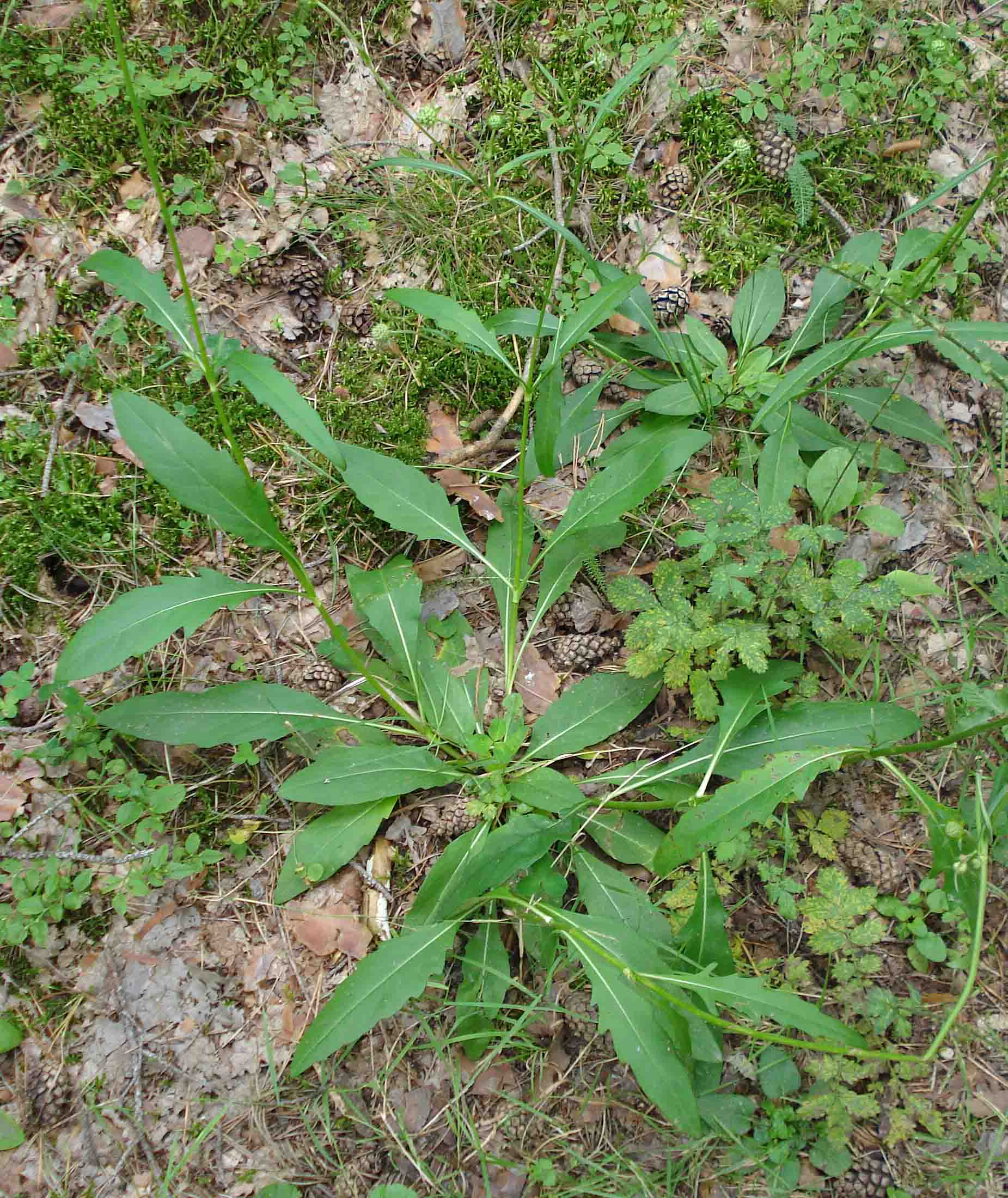
Roseta de mossegada del diable

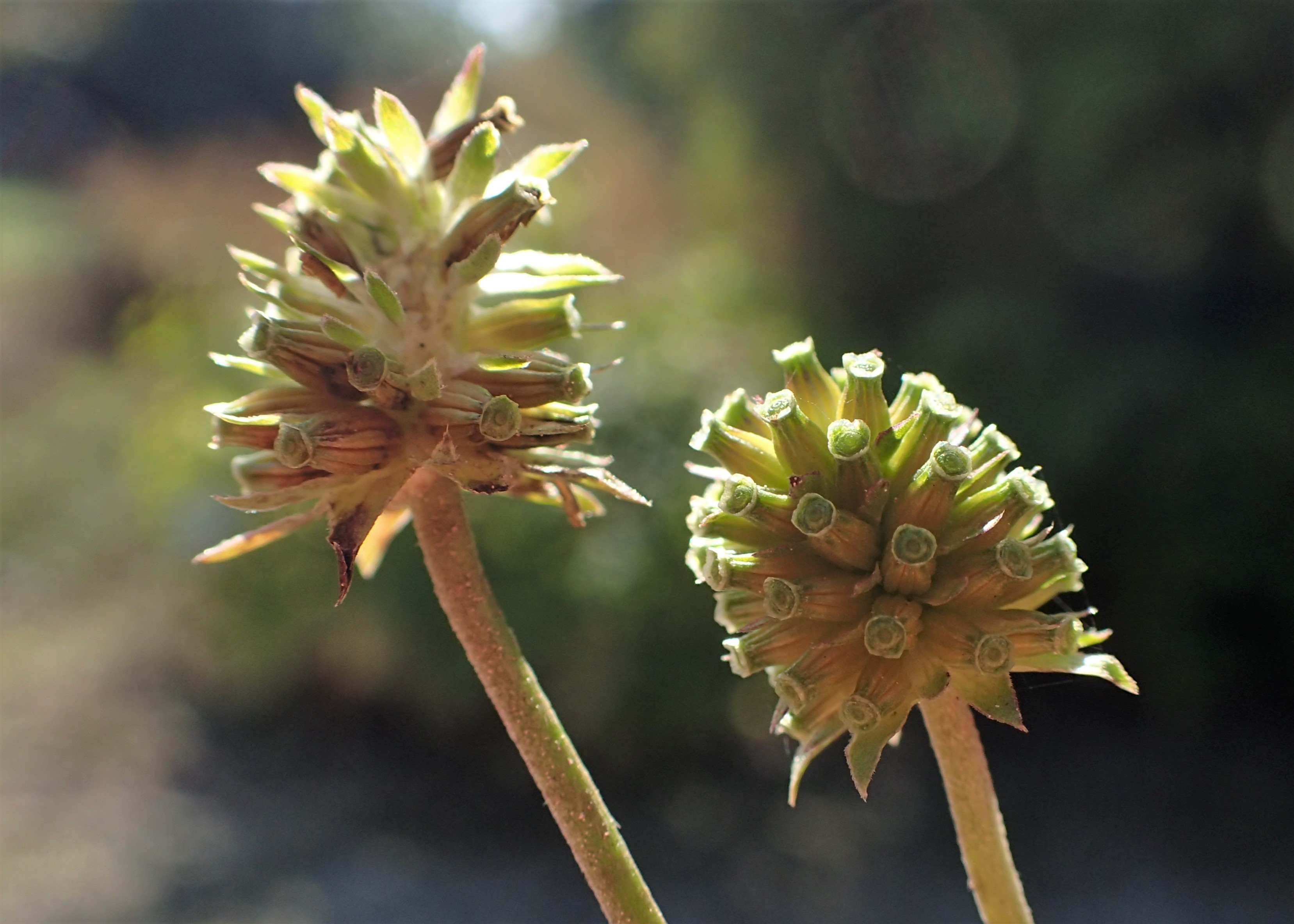
Fuits

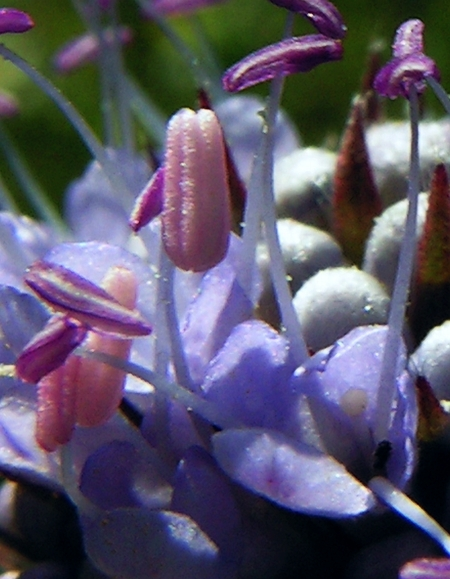
Detall de les flors on destaquen les anteres dels estams

La mossegada del diable (Succisa pratensis) és una espècie de plantes amb flors del gènere Succisa, dins la família de les caprifoliàcies, nativa d'Europa i Sibèria, Turquia, el Caucas i el nord-oest d'Àfrica. És present a prats de muntanya i també a zones humides, com molleres. Tolera també condicions seques.
Addicionalment pot rebre els noms d'escabiosa, escabiosa de bosc, escabiosa mossegada, fulles de curar llagues, herba de l'enaiguament, herba de la tos, herba del jueu, herba del mos del diable, mossec del diable, viuda, viuda silvestre i viudes bordes. També s'han recollit les variants lingüístiques escabioja i herba de l'anaigament.

## Descripció
La mossegada del diable és una herba perenne rizomatosa. Les seves fulles són oposades, coriàcies, lluents i lanceolades. Les basals són llargament peciolades i més grans que les caulinars. Els pecíols de dues fulles d'un nus es solden a la seva base formant una beina.
Floreix del juliol al setembre. Les flors es disposen en capítols en cimes, llargament pedunculats. El capítol terminal de la mossegada del diable és hermafrodita, mesurant 3 cm de diàmetre, mentre que els capítols laterals són femenins i més petits. El calze és petit, acabant en 5 setes persistents. La corol·la, d'un color violat blavós clar molt delicat, és no radiant. El fruit és un aqueni coronat pel calze persistent.
El nom català que rep aquesta petita planta és deguda de la forma del seu rizoma que s'interromp bruscament, semblant com si hagués estat mossegat des de sota.
Antigament hom creia que el diable havia fet servir aquesta planta per als seus rituals màgics malignes, fins que a un cert punt la Verge Maria va intervenir i no l'hi va deixar. Llavors, pujant de l'infern, el dimoni va mossegar l'arrel de la planta des de sota en un atac de ràbia.

## Taxonomia
Aquesta espècie va ser publicada per primer cop l'any 1794 a l'obra Methodus Plantas Horti Botanici et Agri Marburgensis del botànic alemany Conrad Moench (1744-1805).

### Sinònims
Els següents Nomenclatura binomial|noms científics són Sinònim (taxonomia)|sinònims de Succisa pratensis:
- Sinònims homotípics

- Asterocephalus succisa (L.) Wallr.
- Asterocephalus succisa var. hirsutus Wallr.
- Lepicephalus succisa (L.) Eichw.
- Scabiosa succisa L.
- Scabiosa succisa var. hirsuta Roth
- Succisa succisa (L.) H.Karst.

- Sinònims heterotípics

- Asterocephalus succisa var. glabratus (Schott) Wallr.
- Asterocephalus tomentosus Spreng.
- Scabiosa borealis Salisb.
- Scabiosa glabrata Schott
- Scabiosa glabrata Hegetschw.
- Scabiosa hirsuta Mazziari
- Scabiosa praemorsa Gilib.
- Scabiosa pratensis var. glabrata (Schott) Peterm.
- Scabiosa prolifera Mazziari
- Scabiosa succisa var. arenaria Rouy
- Scabiosa succisa var. gigantea Maire
- Scabiosa succisa var. glabra Roth
- Scabiosa succisa var. glabrata (Schott) DC.
- Scabiosa succisa var. grandifolia Rouy
- Scabiosa succisa var. incisa Roth
- Scabiosa succisa var. latifolia Rouy & E.G.Camus
- Scabiosa succisa var. nemorosa Wimm. & Grab.
- Scabiosa succisa var. oblongifolia Rouy & E.G.Camus
- Scabiosa succisa var. ovalis Rouy
- Scabiosa succisa var. pratensis Wimm. & Grab.
- Scabiosa succisa var. serrata Rouy & E.G.Camus
- Scabiosa succisa var. silvestris Rouy & E.G.Camus
- Scabiosa succisa var. typica Rouy & E.G.Camus
- Succisa altissima Schur
- Succisa angustula Jord. & Fourr.
- Succisa aurigerana Jord. & Fourr.
- Succisa beugesiaca Jord. & Fourr.
- Succisa brevis Jord. & Fourr.
- Succisa cagiriensis Jeanb. & Timb.-Lagr.
- Succisa cuspidata Jord.
- Succisa dentata Jord. & Fourr.
- Succisa elliptica Jeanb. & Timb.-Lagr.
- Succisa fuchsii Gray
- Succisa fuscescens Jord. & Fourr.
- Succisa gigantea Jeanb. & Timb.-Lagr.
- Succisa glabrata Jord. & Fourr.
- Succisa glabrata (Schott) Sweet
- Succisa gracilescens Jord. & Fourr.
- Succisa incisa Jord. & Fourr.
- Succisa laetevirens Jord. & Fourr.
- Succisa microcephala Jord. & Fourr.
- Succisa palustris Sass
- Succisa parvula Jord. & Fourr.
- Succisa platyphylla Jord. & Fourr.
- Succisa praemorsa Asch.
- Succisa praemorsa var. nana Bolle
- Succisa pratensis var. arenaria (Rouy) P.D.Sell
- Succisa pratensis var. boccae Briq. & Cavill.
- Succisa pratensis var. glabrata (Schott) Rchb.
- Succisa pratensis var. grandifolia (Rouy) P.D.Sell
- Succisa pratensis var. hirsuta Rchb.
- Succisa pratensis subsp.hirsuta(Opiz) Chrtek
- Succisa pratensis var. hispidula Peterm.
- Succisa pratensis var. minor Merino
- Succisa pratensis var. ovalis (Rouy) P.D.Sell
- Succisa pratensis f. pinnatifida Hazsl.
- Succisa pratensis subsp. scotiaca (Baksay) Chrtek
- Succisa pratensis var. subacaulis (Bernardin) P.D.Sell
- Succisa pratensis var. vestita Sennen
- Succisa prativaga Jord. & Fourr.
- Succisa procera Jord. & Fourr.
- Succisa propera Jord. & Fourr.
- Succisa pyrenaica Jord. & Fourr.
- Succisa rhodanensis Jord. & Fourr.
- Succisa sabauda Jord. & Fourr.
- Succisa stricta Jord. & Fourr.
- Succisa subacaulis Bernardin
- Succisa sylvatica Jord. & Fourr.
- Succisa tardans Jord. & Fourr.
- Succisa viretorum Jord. & Fourr.
- Succisa vogesiaca Jord. & Fourr.
- Succisa vulgaris J.Presl & C.Presl

## Usos
A l'antiga medicina popular, la mossegada del diable es feia servir per tractar la sarna i altres malalties. Té també propietats contra l'asma i la bronquitis.
L'arrel de la planta s'utilitzava per protegir les cases contra els mals esperits. Tradicionalment hom creia que la mossegada del diable protegia contra els atacs del dimoni i contra la màgia negra. Penjada a l'estable, protegia al bestiar contra en encanteris i les malediccions.